# Štefan Pavšič
Štefan Pavšič - Jur, slovenski partizan, politični komisar, častnik in prvoborec, poveljnik komande mesta Maribor, * 1910, Čepovan - umrl: 1990, Maribor.

## Vojna leta
Leta 1941 je vstopil v NOB kot krščanski socialist; deloval je v Sloveniji in na Hrvaškem. Bil je komandant bataljona in brigade (Petnajsta SNOUB Belokranjska, imenovana tudi Metliška) ter pomočnik političnega komisarja Glavnega štaba NOV in POS.
Štefan Pavšič - Jur je bil ob koncu 2. svetovne vojne komandant obrambnega belokranjskega sektorja in član operacijskega oddelka  glavnega štaba NOV in PO Slovenije.  

## Poveljnik komande mesta Maribor
Glavni štab JA za Slovenijo in slovensko politično vodstvo so aprila 1945 v Črnomlju izbrali skupino izkušenih partizanskih oficirjev za vojaško komando v Mariboru. Za komandanta je bil postavljen Štefan Pavšič Jur. Okrog 20. aprila 1945 je komanda mesta večino svojih nalog predala mestnemu ljudskemu odboru. Komandi mesta je poleg vojaških dolžnosti ostal še javni red in mir ter zaščita objektov. 
V povojnem obdobju je deloval predvsem kot gospodarstvenik; 1961 je postal direktor Dravskih elektrarn v Mariboru.

## Napredovanja
- rezervni podpolkovnik JLA (?)

## Odlikovanja
- red za hrabrost
- red zaslug za ljudstvo II. stopnje
- red bratstva in enotnosti II. stopnje
- red partizanske zvezde III. stopnje
- partizanska spomenica 1941